# 현악 사중주 16번 (베토벤)
《현악 사중주 16번 바장조, 작품 번호 135》는 루트비히 판 베토벤에 의해 쓰인 현악 사중주이다. 《13번 사중주》와 함께 베토벤이 생전 마지막으로 완성시킨 작품으로 알려져 있다. 베토벤의 다른 후기 현악 사중주보다 규모 면에서는 작으며, 제3악장에서는 변주 기법을 사용하였다. 덧붙이자면, 본 작품 다음으로 완성된 것은 《13번 사중주》의 새로운 피날레로, 원래 13번 사중주의 마지막 악장 《대푸가》 대신 작곡된 것이다.

## 개요
1826년 9월 말에 베토벤은 그의 동생 요한이 있는 그나이젠도르프로 가서 《13번 사중주, 작품 번호 130》의 푸가를 대신하는 새 마지막 악장을 작곡하는 한편, 이 사중주의 작업도 함께 진행하여 10월 13일에는 이 사중주의 작업을 이미 완성했음을 슐레징어에게 알리고 있다. 그리고 베토벤 자신은 그 파트보를 10월 30일에 완성했다. 초판은 베토벤이 사망하고 6개월 후인 1827년 9월에 베를린의 슐레징어 출판사를 통해 간행되었고, 헌정은 그의 친구인 요한 네포무크 볼프마이어에게 이루어졌다. 초연은 베토벤이 사망하고 1년여 후인 1828년 3월에 슈판치히 사중주단에 의해 이루어졌다.
베토벤은 건강상의 문제 속에서, 그리고 조카 카를이 자살을 시도한 직후에 두 달 간의 폭발적인 활동 속에서 그의 마지막 사중주인 이것의 대부분을 썼다. 하지만 이 작고 선한 작품에는 자기 연민이나 괴로움의 흔적이 거의 없다. 베토벤의 고별 작품인 이 사중주는, 의외로 굉장히 소규모로, 베토벤의 한 때 그의 스승이었던 하이든의 사중주에서 영감을 얻은 것으로 여겨진다.

## 악장 구성
전체의 악장은 네 개로 구성되어 있다. .
1. Allegretto
2. Vivace
3. Lento assai, cantante e tranquillo
4. "Der schwer gefaßte Entschluß". Grave, ma non troppo tratto ("Muss es sein?") – Allegro ("Es muss sein!") – Grave, ma non troppo tratto – Allegro

소요되는 총 연주 시간은 27분 정도이다.

### 제1악장. 알레그레토
바장조, 소나타 형식, 2/4 박자, 연주 시간 7분.
2/4 박자의 주요 주제는 행진곡을 암시한다. 이것의 가벼운 조화와 베토벤의 매우 짧은 악구들에 대한 의존은, 베토벤의 갑작스런 멜로디와 화성의 변화, 그리고 중간 악구의 빈번한 중단에 의하여 강조되는 장난스러운 성격을 악장에 제공한다. 

### 제2악장. 비바체
바장조. 세도막 형식. 3/4 박자. 연주 시간 4분.
베토벤은 제1악장의 예측불허를 이 제2악장의 비바체로 옮기고 있는데, 비바체는 스케르초와 트리오이다. 전체의 형식은 전통적이지만, 악장은 기본 3/4 박자를 방해하는 리듬의 비대칭성으로 가득 차 있으며, 갑자기 조바꿈을 하는 반음계의 화성과 멜로디가 때마침 재갈을 물린다. 이것은 베토벤의 실내악에서 가장 희극적인 창작물 중 하나이다.

### 제3악장. 렌토 아사이, 칸탄테 에 트란퀼로
내림라장조, 변주곡 형식, 6/8 박자, 연주 시간 9분.
느린 악장의 이것은 네 개의 변주곡이 있는 내림라장조 주제이다. 변주곡과 전개부는 동기적 조작보다 조화로운 채색을 통해 이루어진다. 두 번째 변주곡은 어두운 올림다단조로 들어간다. 이 작품을 자전적인 것으로서 받아들이는 청취자들에게는 베토벤의 힘든 삶의 반영을 찾을 수 있는 유일한 지점이다. 세 번째 변주곡은 제1바이올린과 첼로 사이의 캐논 주제를 조용히 처리하기 위한 장조의 조성으로 돌아가며, 네 번째는 음악의 평온을 방해하지 않고 리듬감 있는 디테일을 갖고 논다.

### 제4악장.괴로워하다가 간신히 굳힌 결심. 그라베, 마 논 트로포 탄토 ("그래야만 하는가?") — 알레그로 ("그래야만 한다") — 그라베, 마 논 트로포 탄토 — 알레그로
"바단조 — 바장조", 소나타 형식, "3/2 박자 — 2/2 박자", 연주 시간 7분.
베토벤이 쓴 악보의 제4악장 맨 앞에는 Der schwer gefasste Entschluss ("괴로워하다가 간신히 굳힌 결심")이라는 제목이 있고, 이어 두 개의 동기를 두고 있다. 이 중 "그라베"의 것에는 Muß es sein? ("그래야만 하는가?"), "알레그로"의 것에는 Es muß sein! ("그래야만 한다!")라는 문구가 적혀 있다. 이러한 문구를 베토벤이 적은 이유에 관하여는 여러가지의 억측이 존재한다. 그 중 하나는 "가정부와의 급료에 관한 문답"이라는 설이다. 또 하나의 설로는, 베토벤이 1826년 4월에 이 Es muß sein! ("그래야만 한다!")의 알레그로의 동기를 사용하여 카논을 작곡하고 있었다는 사실이 있는데, 이 카논이 빈의 부호이자 예술 후원자, 또 아마추어 첼로 연주자인 이그나츠 뎀프셔(1776-1838)가 《13번 사중주, 작품 번호 130》의 파트보를 빌려달라고 부탁한데서 비롯되었다는 것이다. 이때 베토벤은 슈판치히를 통해 뎀프셔에게 연주회를 위한 50굴덴을 지불하라고 요청했다. 하지만, 뎀프셔는 그의 집에서 이 곡을 연주할 속셈으로 빌려달라고 했던 것이었으며, 50굴덴에 대한 이야기를 들은 그는 웃으면서 Muß es sein? ("그래야만 하는가?")라고 했다. 사람들로부터 이 말을 들은 베토벤은 크게 웃었고, Es muß sein! ("그래야만 한다!")라는 내용의 문구를 붙였다. 아마도 이때의 말들을 베토벤은 매우 마음에 들어했던 것 같다. 이 사중주의 첫 스케치와 카논의 작곡 시기는 대체로 같은 무렵이라고 추정되고 있다. 카논의 동기를 처음부터 이 사중주 작품에 쓸 예정이었는지는 분명하지 않다. 원래 이 사중주 작품에 쓸 계획을 갖고 있었는데, 뎀프셔의 Muß es sein? ("그래야만 하는가?")라는 말에 영감이 떠올라 그 말을 붙인 카논을 썼을 것이라는 설도 있다. 곡은 Grave, ma non troppo tratto ("그라베, 마 논 트로포 탄토/장중하게, 그러나 지나치지 않게") 바단조의 서주로 시작된다. 이 서주에는 처음의 그라베의 동기가 교묘하게 짜여져 들어가 있다. 처음의 비올라와 첼로가 연주하는 동기가 그것이다. 알레그로 바장조의 주요부에 들어가면 두개의 바이올린 서두에서 Es muß sein!... ("그래야만 한다!")의 동기가 나타낸다. 대위법적인 제1주제가 나온 뒤 첼로가 밝은 제2주제를 연주하고 나서 간결하게 제시부가 끝난다. 악장은 소나타의 구조에 따라 진행되며, 마치 모든 음악의 의미를 원초적이고 순박한 단순함으로 되돌리려 하는 듯, 아이들의 노래와 비슷한 피지카토로 갑자기 끝을 맺는다.

## 같이 보기
- 후기 현악 사중주 (베토벤)
- 베토벤의 현악 사중주
- 현악 사중주